# Turn- und Sportgemeinschaft 1899 Hoffenheim
El Turn- und Sportgemeinschaft 1899 Hoffenheim o més simplement TSG 1899 Hoffenheim és un club esportiu alemany del suburbi de Hoffenheim de la ciutat de Sinsheim, a l'estat federat de Baden-Württemberg. El 2007 el club va decidir d'adoptar el nom de 1899 Hoffenheim deixant el tradicional TSG Hoffenheim.

## Història
El club va ser fundat l'any 1945, quan el club gimnàstic Turnverein Hoffenheim (fundat l'1 de juliol del 1899) i el club de futbol Fußballverein Hoffenheim (fundat el 1921) es fusionaren. Al principi dels anys 90, el club era un fosc club aficionat que jugava en la setena divisió de la Baden-Württemberg A-Lliga. Gradualment van millorar el rendiment i vers el 1996 competien a la Verbandsliga Nordbaden (V divisió).
Cap al 1999, l'exjugador Dietmar Hopp va tornar al club de la seva joventut, però no com a jugador, sinó com a financer de l'equip. Hopp era el cofundador de la firma de programari SAP i ell va posar una part dels seus diners al club. Les seves contribucions van crear resultats gairebé immediats: el 2000 el Hoffenheim va acabar primer a la Verbandsliga i va ser promogut a la quarta divisió (Oberliga Baden-Württemberg). Després, un altre primer lloc va promoure al club fins a la Regionalliga Süd (III divisió) per a la temporada 2001 - 2002. Van acabar en el lloc 13è en la seva primera temporada a la Regionalliga, però van fer un salt de qualitat considerable l'any següent, acabant en cinquè lloc.
El Hoffenheim va obtenir els cinquens i setens llocs a les dues següents temporades, abans del quart lloc el 2005 - 2006 per obtenir el seu millor resultat fins ara. El club va participar per primera vegada a la DFB Pokal a la temporada 2003 - 2004. El club va jugar un bon torneig, avançant als quarts de final eliminant els clubs de la 2. Bundesliga Eintracht Trier i Karlsruher SC i el Bayer Leverkusen de la 1. Bundesliga abans de ser eliminat per un altre club de la 2. Bundesliga, el VfB Lübeck.
El 2005 hi va haver negociacions per a fusionar el 1899 Hoffenheim amb el FC Astoria Walldorf i el SV Sandhausen per tal de crear el FC Heidelberg 06, però, el projecte va ser abandonat a causa de la resistència d'aquests darrers, i el desacord sobre si l'estadi del nou club hauria de ser localitzat a Heidelberg o a Eppelheim. Hopp clarament va preferir Heidelberg, però no podia vèncer la resistència de la signatura local.
El 2006 el club va procurar de millorar els jugadors i el personal tècnic portant jugadors amb diversos anys d'experiència a la Bundesliga, entre els quals Jochen Seitz i Tomislav Mari i fitxant Ralf Rangnick com a entrenador, (després que hagués entrenat altres equips de la Bundesliga com ara el VfB Stuttgart, Hannover 96 i FC Schalke 04), amb un contracte de 5 anys. L'esmerç va donar fruits a la temporada 2006 - 2007, amb la promoció del club a la 2. Bundesliga. A la temporada 2007/08 el club va finir segon, assolint així l'ascens a la Bundesliga.
A la temporada 08/09 de la Bundesliga, en el seu debut, el club va ser la revelació de la primera volta del campionat, amb contundents victòries per 4-1 davant del Borussia Dortmund i per 3-0 davant de l'Hamburg SV i es va coronar com a "Campió d'Hivern", és a dir, el club va obtenir el primer lloc en la primera volta abans de la pausa de la Bundesliga fins al febrer del 2009. A més, el bosnià Vedeu Ibisevic es va convertir no sols en l'estel de l'equip sinó que també en el golejador durant la primera ronda i part de la segona: feu 18 gols en 17 partits. Lamentablement, el bosnià es va lesionar en un partit amistós davant de l'Hamburg SV i va estar de absent fins al final de la temporada. Aquest fet va afectar negativament el rendiment del club a la segona volta, on només va guanyar el primer partit (la divuitena jornada), empatant-ne 7 i perdent-ne 4, 2 de les desfetes essent golejat a casa, condició en la qual es va mantenir invicte a la primera volta. A la fi de la temporada el Hoffenheim va arribar a mantenir-se a la primera divisió malgrat haver fet una desastrosa segona part del campionat de lliga. La temporada 09/10 no va començar tan bé com la temporada anterior, però tot i això es va mantenir, després de diverses jornades, entre les vuit primeres posicions.

## Estadi
El club va jugar al Carl-Benz-Stadion de Mannheim provisionalment, mentre construïa el Rhein-Neckar-Arena que va passar a ser el seu estadi després de la seva inauguració el 31 de gener del 2009. El seu anterior estadi va ser el Dietmar Hopp Stadion, que va ser construït el 1999 amb capacitat per a 5.000 espectadors (1.620 seients).
El 2006 el 1899 Hoffenheim va confirmar les seves ambicions quan la direcció del club va decidir de construir un nou estadi, el Rhein-Neckar-Arena amb capacitat per a 30.000 espectadors, apropiat per a rebre partits de la Bundesliga. L'estadi s'havia de construir a Heidelberg, però l'emplaçament final va ser Sinsheim.

## Jugadors

### Plantilla 2024-25
A 3 febrer 2025 
| N. | Pos. | Nac. | Jugador                               |
| -- | ---- | --- | ------------------------------------- |
| 1  | POR  | [[Fitxer:Flag of Germany.svg\|23x15px\|border \|alt=Alemanya\|link=Selecció de futbol d'Alemanya\|{{#if:\|]]                              | Oliver Baumann (capità)               |
| 2  | DEF  | [[Fitxer:Flag of the Czech Republic.svg\|23x15px\|border \|alt=República Txeca\|link=Selecció de futbol de la República Txeca\|{{#if:\|]] | Robin Hranáč                          |
| 3  | DEF  | [[Fitxer:Flag of the Czech Republic.svg\|23x15px\|border \|alt=República Txeca\|link=Selecció de futbol de la República Txeca\|{{#if:\|]] | Pavel Kadeřábek                       |
| 4  | DEF  | [[Fitxer:Flag of Norway.svg\|23x15px\|border \|alt=Noruega\|link=Selecció de futbol de Noruega\|{{#if:\|]]                                | Leo Skiri Østigård (cedit pel Rennes) |
| 5  | DEF  | [[Fitxer:Flag of Turkey.svg\|23x15px\|border \|alt=Turquia\|link=Selecció de futbol de Turquia\|{{#if:\|]]                                | Ozan Kabak                            |
| 6  | MIG  | [[Fitxer:Flag of Germany.svg\|23x15px\|border \|alt=Alemanya\|link=Selecció de futbol d'Alemanya\|{{#if:\|]]                              | Grischa Prömel                        |
| 7  | MIG  | [[Fitxer:Flag of Germany.svg\|23x15px\|border \|alt=Alemanya\|link=Selecció de futbol d'Alemanya\|{{#if:\|]]                              | Tom Bischof                           |
| 8  | MIG  | [[Fitxer:Flag of Germany.svg\|23x15px\|border \|alt=Alemanya\|link=Selecció de futbol d'Alemanya\|{{#if:\|]]                              | Dennis Geiger                         |
| 9  | DAV  | [[Fitxer:Flag of Togo (3-2).svg\|23x15px\|border \|alt=Togo\|link=Selecció de futbol de Togo\|{{#if:\|]]                                  | Ihlas Bebou                           |
| 13 | DEF  | [[Fitxer:Flag of Germany.svg\|23x15px\|border \|alt=Alemanya\|link=Selecció de futbol d'Alemanya\|{{#if:\|]]                              | Christopher Lenz                      |
| 14 | DAV  | [[Fitxer:Flag of Nigeria.svg\|23x15px\|border \|alt=Nigèria\|link=Selecció de futbol de Nigèria\|{{#if:\|]]                               | Gift Orban                            |
| 15 | DEF  | [[Fitxer:Flag of France (1794–1815, 1830–1974).svg\|23x15px\|border \|alt=França\|link=Selecció de futbol de França\|{{#if:\|]]           | Valentin Gendrey                      |
| 16 | MIG  | [[Fitxer:Flag of Germany.svg\|23x15px\|border \|alt=Alemanya\|link=Selecció de futbol d'Alemanya\|{{#if:\|]]                              | Anton Stach                           |
| 17 | MIG  | [[Fitxer:Flag of Germany.svg\|23x15px\|border \|alt=Alemanya\|link=Selecció de futbol d'Alemanya\|{{#if:\|]]                              | Umut Tohumcu                          |
| 18 | MIG  | [[Fitxer:Flag of Mali.svg\|23x15px\|border \|alt=Mali\|link=Selecció de futbol de Mali\|{{#if:\|]]                                        | Diadie Samassékou                     |
| 19 | DEF  | [[Fitxer:Flag of the Czech Republic.svg\|23x15px\|border \|alt=República Txeca\|link=Selecció de futbol de la República Txeca\|{{#if:\|]] | David Jurásek (cedit pel SL Benfica)  |

| N. | Pos. | Nac. | Jugador                            |
| -- | ---- | --- | ---------------------------------- |
| 20 | MIG  | [[Fitxer:Flag of Germany.svg\|23x15px\|border \|alt=Alemanya\|link=Selecció de futbol d'Alemanya\|{{#if:\|]]                                         | Finn Ole Becker                    |
| 21 | DAV  | [[Fitxer:Flag of Germany.svg\|23x15px\|border \|alt=Alemanya\|link=Selecció de futbol d'Alemanya\|{{#if:\|]]                                         | Marius Bülter                      |
| 22 | MIG  | [[Fitxer:Flag of Austria.svg\|23x15px\|border \|alt=Àustria\|link=Selecció de futbol d'Àustria\|{{#if:\|]]                                           | Alexander Prass                    |
| 23 | DAV  | [[Fitxer:Flag of the Czech Republic.svg\|23x15px\|border \|alt=República Txeca\|link=Selecció de futbol de la República Txeca\|{{#if:\|]]            | Adam Hložek                        |
| 25 | DEF  | [[Fitxer:Flag of Nigeria.svg\|23x15px\|border \|alt=Nigèria\|link=Selecció de futbol de Nigèria\|{{#if:\|]]                                          | Kevin Akpoguma                     |
| 26 | DAV  | [[Fitxer:Flag of Bosnia and Herzegovina.svg\|23x15px\|border \|alt=Bòsnia i Hercegovina\|link=Selecció de futbol de Bòsnia i Hercegovina\|{{#if:\|]] | Haris Tabaković                    |
| 27 | DAV  | [[Fitxer:Flag of Croatia.svg\|23x15px\|border \|alt=Croàcia\|link=Selecció de futbol de Croàcia\|{{#if:\|]]                                          | Andrej Kramarić                    |
| 29 | DAV  | [[Fitxer:Flag of Côte d'Ivoire.svg\|23x15px\|border \|alt=Costa d'Ivori\|link=Selecció de futbol de la Costa d'Ivori\|{{#if:\|]]                     | Bazoumana Touré                    |
| 32 | POR  | [[Fitxer:Flag of Denmark.svg\|23x15px\|border \|alt=Dinamarca\|link=Selecció de futbol de Dinamarca\|{{#if:\|]]                                      | Jakob Busk (cedit pel Sønderjyske) |
| 33 | DAV  | [[Fitxer:Flag of Germany.svg\|23x15px\|border \|alt=Alemanya\|link=Selecció de futbol d'Alemanya\|{{#if:\|]]                                         | Max Moerstedt                      |
| 34 | DEF  | [[Fitxer:Flag of France (1794–1815, 1830–1974).svg\|23x15px\|border \|alt=França\|link=Selecció de futbol de França\|{{#if:\|]]                      | Stanley Nsoki                      |
| 35 | DEF  | [[Fitxer:Flag of Brazil.svg\|23x15px\|border \|alt=Brasil\|link=Selecció de futbol del Brasil\|{{#if:\|]]                                            | Arthur Chaves                      |
| 36 | POR  | [[Fitxer:Flag of Iceland.svg\|23x15px\|border \|alt=Islàndia\|link=Selecció de futbol d'Islàndia\|{{#if:\|]]                                         | Lúkas Petersson                    |
| 37 | POR  | [[Fitxer:Flag of Germany.svg\|23x15px\|border \|alt=Alemanya\|link=Selecció de futbol d'Alemanya\|{{#if:\|]]                                         | Luca Philipp                       |
| 52 | DAV  | [[Fitxer:Flag of France (1794–1815, 1830–1974).svg\|23x15px\|border \|alt=França\|link=Selecció de futbol de França\|{{#if:\|]]                      | David Mokwa                        |
| 53 | DAV  | [[Fitxer:Flag of Turkey.svg\|23x15px\|border \|alt=Turquia\|link=Selecció de futbol de Turquia\|{{#if:\|]]                                           | Erencan Yardımcı                   |

## Palmarès
- Oberliga Baden-Württemberg: 2001
- Verbandsliga Nordbaden:  2000
- North Baden Cup: 2002, 2003, 2004, 2005